# لامبوروس تشوتوس
لامبوروس تشوتوس (باليونانية: Λάμπρος Χούτος)‏، من مواليد 7 ديسمبر 1979 في أثينا في اليونان، لاعب كرة قدم يوناني.
بدأ مسيرته الكروية مع نادي روما الإيطالي في عام 1995، ولعب معهم حتى عام 1999، وشارك معهم في 4 مباريات، وفي عام 2000 انتقل إلى نادي أولمبيكاوس، ولعب معهم حتى عام 2004، وشارك معهم في 47 مباراة وسجل 22 هدف، وفي عام 2004 انتقل إلى نادي إنتر ميلان الإيطالي، وقد أعير في عام 2005 إلى نادي أتالانتا الإيطالي، ولعب معهم مباراة واحدة، وفي عام 2005 أعير إلى نادي ريال مايوركا الإسباني، ولعب معهم 9 مباريات وسجل هدفين، وفي عام 2006 أعير إلى نادي ريجينا، ولعب معهم 9 مباريات.
و قد بدأ باللعب مع منتخب اليونان لكرة القدم في عام 1999.

## مسيرته الكروية
لعب لامبوروس تشوتوس خلال مسيرته الاحترافية مع 9 أندية في ثمانية عشر موسمًا وسجل خلالها 39 هدفًا ضمن 119 مباراة. ولم يفز بأي موسم بالكأس وفاز في خمسة مواسم بالدوري.
خاض لامبوروس تشوتوس مسيرته مع نادي روما في موسم 1995–96 ليلعب معه خمسة مواسم، مشاركًا في 3 مباريات ولم يسجل أي هدف. ثم انتقل إلى نادي أولمبياكوس في موسم 1999–00 ليلعب معه خمسة مواسم، حيث شارك في 47 مباراة سجل خلالها 22 هدفًا. لينتقل بعدها إلى نادي أتالانتا في موسم 2004–05 لمدة موسم واحد، مشاركًا في مباراة ولم يسجل أي هدف. ثم انتقل إلى نادي ريال مايوركا في موسم 2005–06 لمدة موسم واحد، مشاركًا في 9 مباريات سجل خلالها هدفين. هذا وانتقل لاحقًا إلى نادي إنتر ميلان في موسم 2006–07 لمدة موسم واحد، مشاركًا في مباراة ولم يسجل أي هدف. ثم انتقل بعدها إلى نادي بانيونيوس في موسم 2007–08 ولمدة موسمين، مشاركًا في 23 مباراة سجل خلالها 12 هدفًا. ليعود وينتقل من جديد، لكن هذه المرة إلى نادي باوك في موسم 2008–09 لمدة موسم واحد، مشاركًا في 8 مباريات ولم يسجل أي هدف. لينتقل بعدها إلى AS Pescina Valle del Giovenco ‏ في موسم 2009–10 لمدة موسم واحد، مشاركًا في 18 مباراة سجل خلالها 3 أهداف.

## روابط خارجية
- لامبوروس تشوتوس على موقع قاعدة بيانات كرة القدم.إي يو (الإنجليزية)
- لامبوروس تشوتوس على موقع ناشيونال فوتبول تيمز (الإنجليزية)
- لامبوروس تشوتوس على موقع Soccerway.com (الإنجليزية)
- لامبوروس تشوتوس على موقع عالم كرة القدم.نت (الإنجليزية)
- لامبوروس تشوتوس على موقع كووورة